# Hammah
Hammah is een gemeente in de Duitse deelstaat Nedersaksen. De gemeente maakt deel uit van de Samtgemeinde Oldendorf-Himmelpforten in de Landkreis Stade.
Hammah telt 3.165 inwoners.
Tot Hammah behoren ook de dorpjes Groß Sterneberg en Mittelsdorf, respectievelijk 3 km ten noorden en 1 km ten zuiden van Hammah.

## Geografie, infrastructuur
Hammah ligt over de weg 10 km ten westen van de stad Stade en 12-15 km ten zuidwesten van de rivier de Elbe. Het landschap in de gemeente is vlak en wordt gekenmerkt door laag polderland, laagveen- en hoogveengebieden. Ten noorden en oosten van Hammah liggen oude veenkolonies, wegdorpen die tot Drochtersen en verder oostelijk tot Bützfleth, gemeente Stade, behoren. Dicht bij de gemeentegrens met Hammah, bij Bützflethermoor, bevindt zich ook het 1,1 bij 1,5 km metende opslagbassin voor rode modder, afval van de aluminiumverwerkende industrie te Stade.
Op 7½ km ten westen van station Stade heeft Hammah sinds juni 1881 een spoorweghalte aan de Spoorlijn Lehrte - Cuxhaven. Deze wordt sinds 2018 geëxploiteerd door Regionalverkehre Start Deutschland, een dochteronderneming van Deutsche Bahn.

## Geschiedenis
In de Jonge Steentijd, tussen circa 3500 en 2800 vóór de jaartelling, werden hier door mensen, die gerekend worden tot de dragers van de trechterbekercultuur, megalietmonumenten gebouwd. Daaronder is een viertal hunebedden, die tussen Hammah en Groß Sterneberg staan, en die gecatalogiseerd zijn als Sprockhoff-nummers 652 t/m 655. Kort na de Eerste Wereldoorlog wist een plaatselijke onderwijzer te verhinderen, dat stenen van de hunebedden zouden worden weggehaald om te worden gebruikt als oorlogsmonument.
Voor de politieke geschiedenis van de streek zie onder Prinsaartsbisdom Bremen (tot aan de Dertigjarige Oorlog) en Bremen-Verden (periode 1648-1815).
Na de Tweede Wereldoorlog had de aluminiumindustrie voor de omdijking van het slib-opslagterrein bij Bützflethermoor grote hoeveelheden zand nodig. De gemeente Hammah verleende omstreeks 1980 vergunning om op haar grondgebied, ten noordoosten van het dorp, een grote zandgroeve aan te leggen. Toen deze activiteiten in 1984 waren beëindigd, was een meer, de Hammaher See, ontstaan. Deze Sandentnahme Hammah is officieel sinds 1982 een 29 hectare groot natuurreservaat.
Tot circa 1970 was Hammah overwegend een boerendorp. Daarna vestigden er zich woonforensen, die een werkkring elders hebben, vooral te Hamburg. Dit leidde tot uitbreiding van het dorp. Ook kwam na plm. 1970 enig toerisme op, vooral gericht op recreatieve fietsers.

## Partnergemeente
- Met Hamma in Thüringen wordt een jumelage onderhouden.

## Afbeeldingen

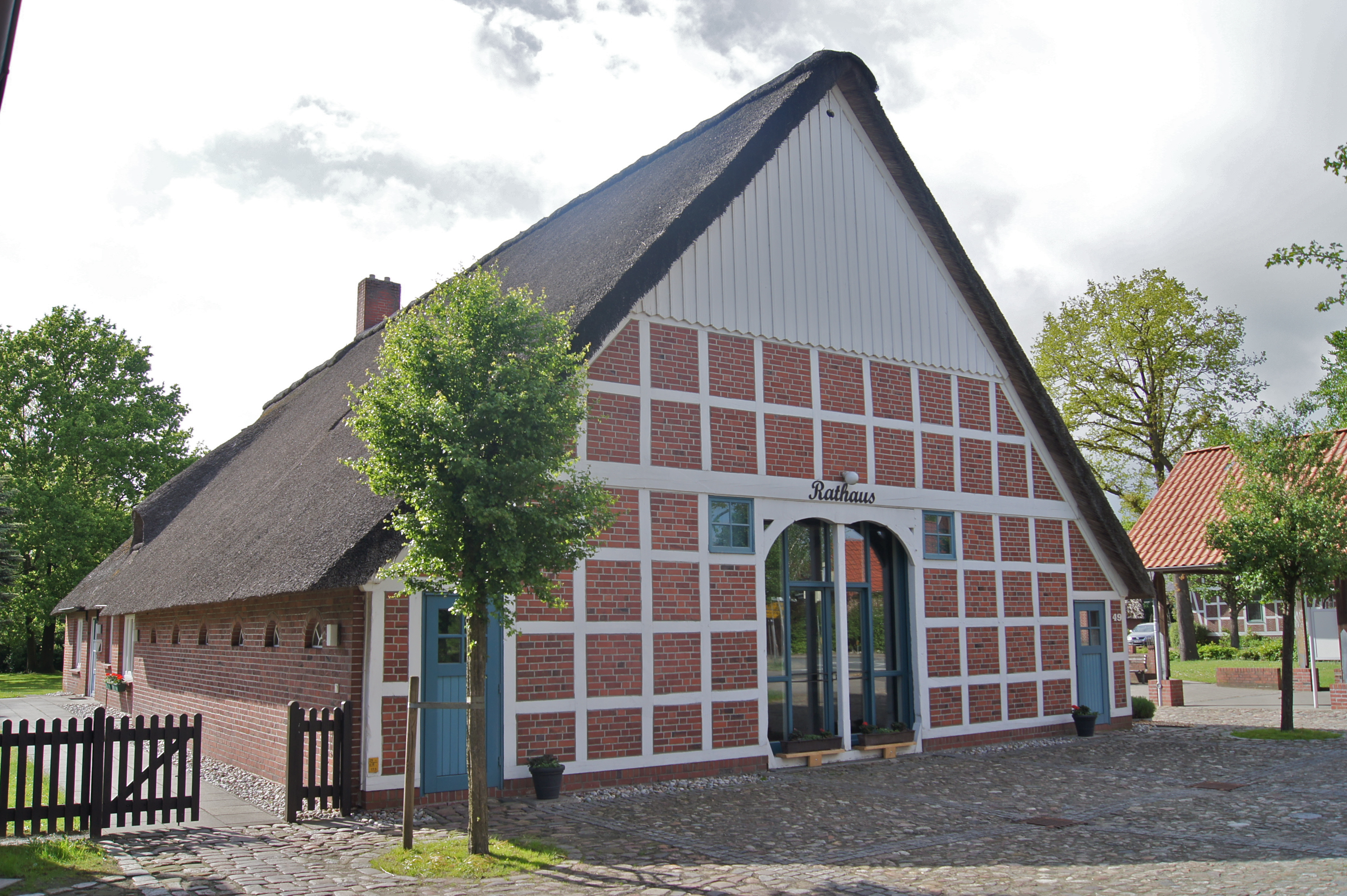
Gemeentehuis
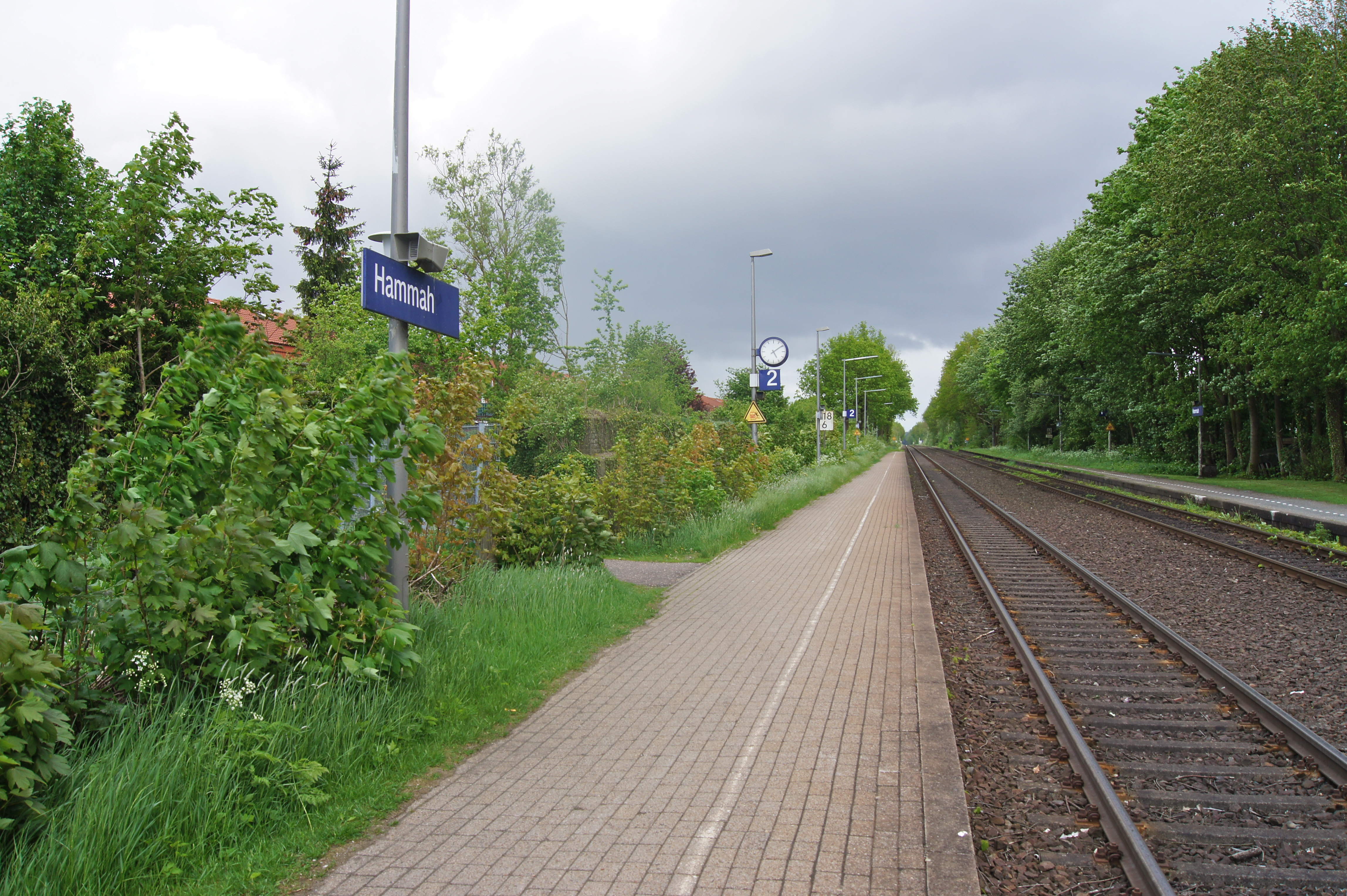
Spoorweghalte
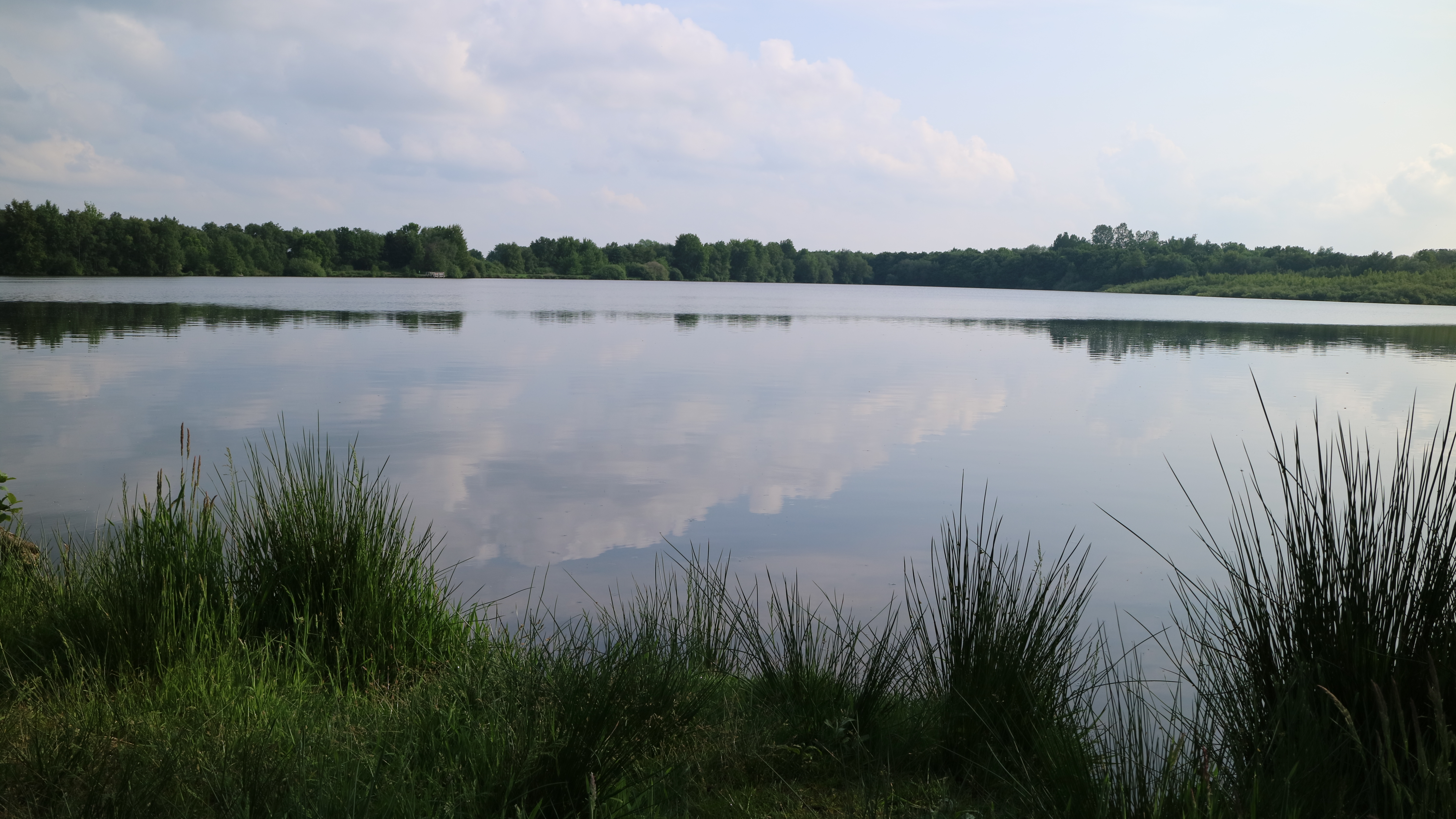
Natuurreservaat Sandentnahme Hammah
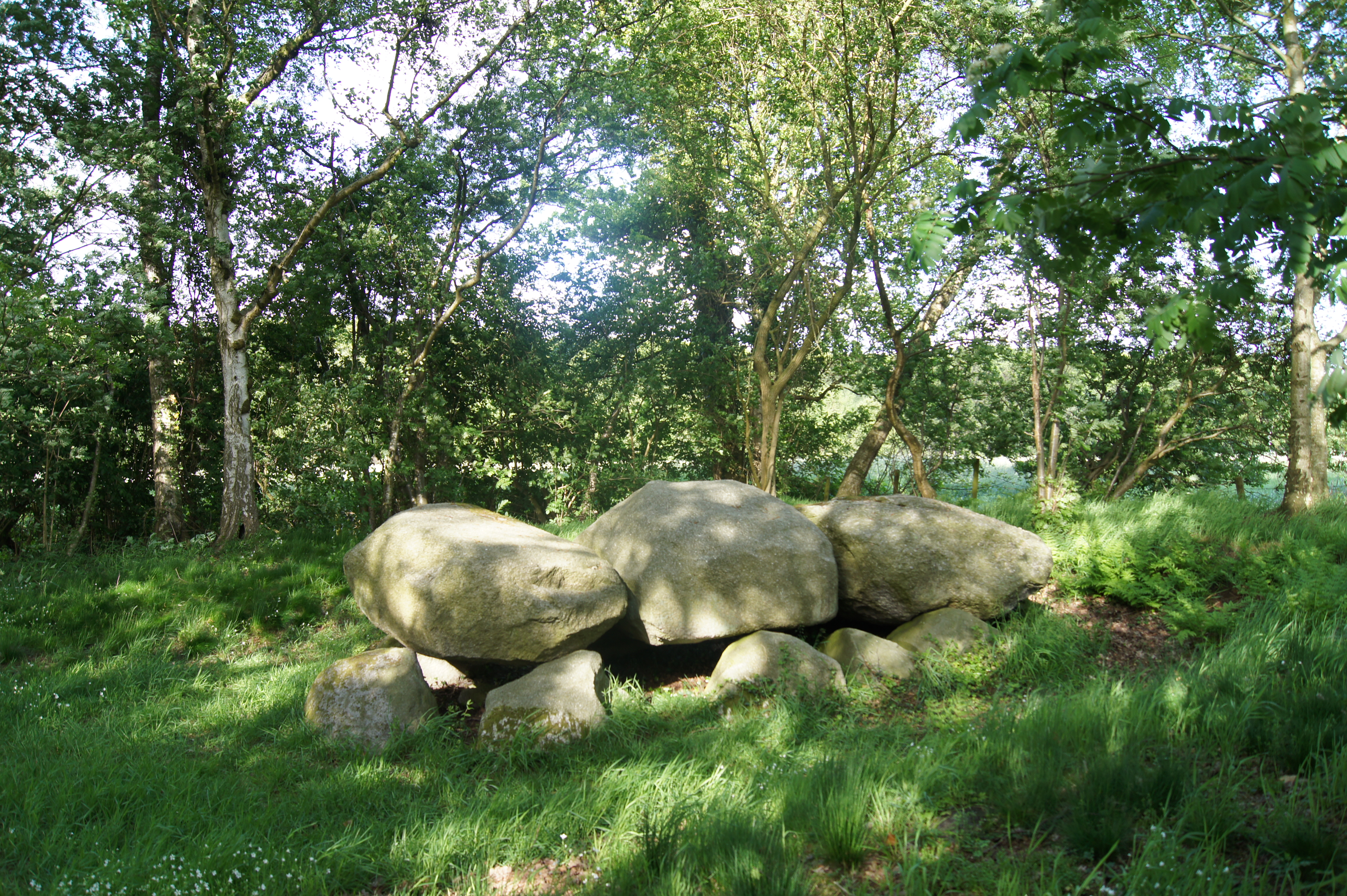
Hunebed Graf 1, Sprockhoff-Nr. 652
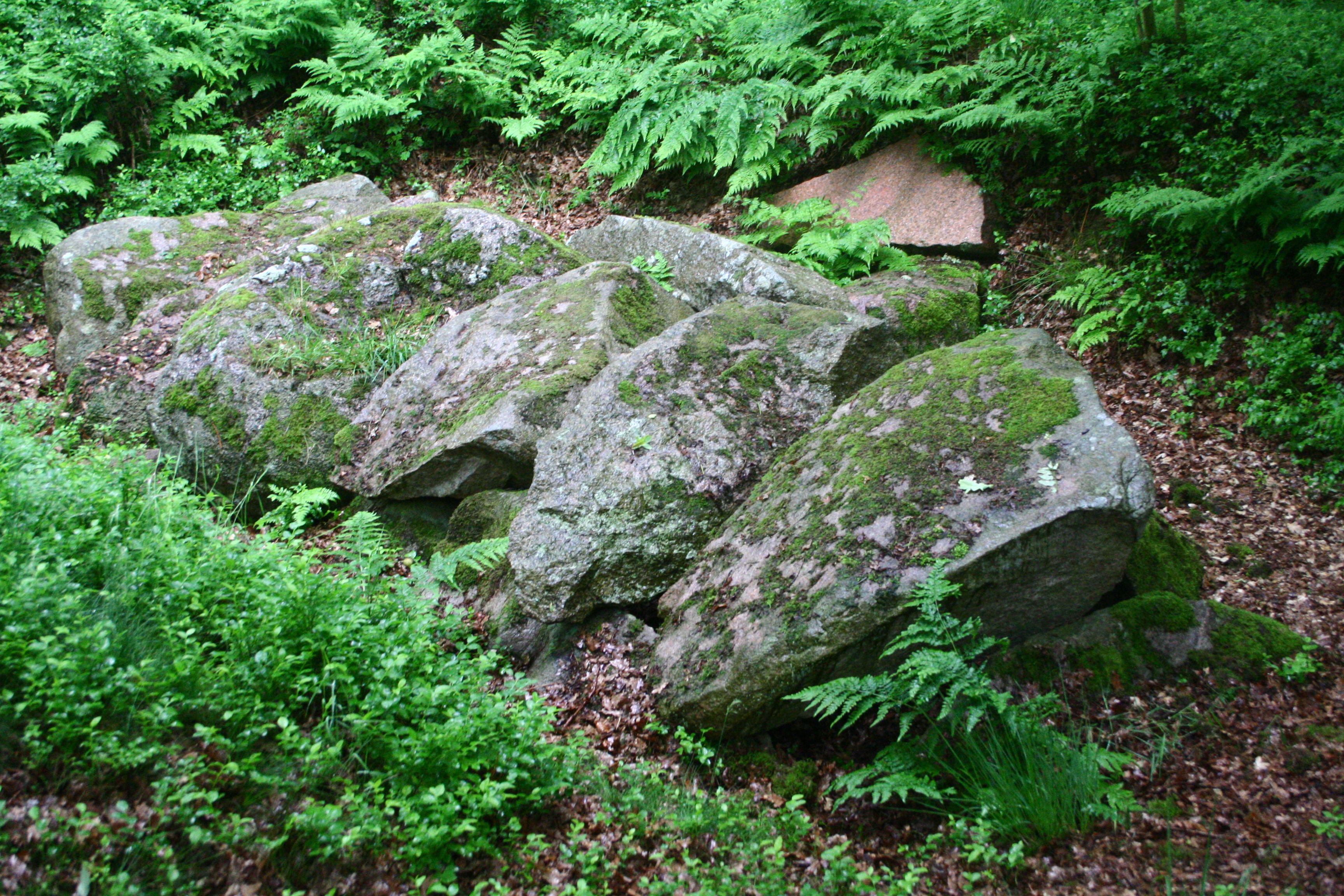
Hunebed Graf 3, Sprockhoff-Nr. 654

## Toerisme
Via de website van de gemeente Hammah kan men verscheidene fietsroutes downloaden, die Hammah aandoen. Ook wandel- en fietsroutes langs de hunebedden zijn op die manier beschikbaar.
De Sandentnahme Hammah (ook wel Hammaher See genoemd) ten noordoosten van het dorp Hammah, is een 29 hectare groot natuurreservaat. Hengelen, watersport en strandvermaak zijn er niet toegestaan, wel loopt een wandel- en fietspad om het meer heen.